# Crotalaria onusta
Crotalaria onusta är en ärtväxtart som beskrevs av Roger Marcus Polhill. Crotalaria onusta ingår i släktet sunnhampor, och familjen ärtväxter. Inga underarter finns listade i Catalogue of Life.